# هلین بولک
هِلین بولَک (به ترکی: Helin Bölek، به کردی: هێلین بۆله‌ک)؛ (زادهٔ ۱۹۹۲ – درگذشتهٔ ۳ آوریل ۲۰۲۰) عضو گروه موسیقی چپ ترکی یوروم بود.

## زندگی و مبارزه
هلین، دختر خانواده‌ای از دیاربکر، در جوانی به کار هنر مشغول شد و به عنوان تکنواز در گروه یوروم شرکت کرد. در نوامبر ۲۰۱۶ وی برای نخستین بار، طی عملیات پلیس در فرهنگسرای ادیل استانبول، به همراه هفت عضو دیگر گروه به اتهام «مقاومت در برابر پلیس، توهین و عضویت در یک سازمان تروریستی» بازداشت شد. سه تن از نوازندگان گروه در ۱۷ می ۲۰۱۹ با هدف پایان دادن به فشارهای دولت، ممنوعیت کنسرت و یورش به مراکز فرهنگی دست به اعتصای غذای نامحدود و برگشت‌ناپذیر زدند. بولک در ژوئن ۲۰۱۹ به آنان ملحق شد.

## مرگ
او در ۳ آوریل ۲۰۲۰ پس از ۲۸۸ روز اعتصاب غذا در اعتراض به رفتار دولت ترکیه به رهبری رجب طیب اردوغان با گروه موسیقی‌اش، در استانبول درگذشت. پس از مرگش جمعیت زیادی در عزاداری هلین بولک به سمت یک جمع‌خانه شروع به راهپیمایی کردند. پلیس در راهپیمایی مداخله کرد و چندین شرکت‌کننده را بازداشت کرد. اما جمعیت توانست تابوت او را به جمع‌خانه تحویل دهد. سپس جمعیت قصد عزیمت به گورستان را داشتند اما پلیس مانع این کار شد و مجدداً چندین شرکت‌کننده در این مراسم را بازداشت کرد و جسد هلین بولک را به قبرستان انتقال داد.